# عدالت (آلبوم جاستین بیبر)
عدالت یا جاستیس (انگلیسی: Justice) ششمین آلبوم استودیویی جاستین بیبر، خواننده-ترانه‌نویس کانادایی است. این آلبوم در ۱۹ مارس ۲۰۲۱ از طریق دف جم رکوردینگز منتشر شد. این به دنبال انتشار آلبوم او با عنوان تغییرها در سال ۲۰۲۰ است. تاکنون شش تک‌آهنگ برای پشتیبانی از آلبوم منتشر شده‌است: «مقدس»، «تنهایی»، «هرکس» ، «صبر کن» ، «هلو ها» و «روح».
این آلبوم مورد تمجید بسیاری از منتقدین قرار گرفت و یکی از بهترین آلبوم های سال 2021 به شمار می رود. 